# اتاق گوشواره (آلبوم)
اتاق گوشواره اولین آلبوم رسمی گروه دنگ شو می‌باشد که در مهر ۱۳۹۳ توسط شرکت آوای باربد منتشر شد. در این آلبوم دنگ شو به موسیقی بومی شرقی توجه بیشتری دارد
این آلبوم مشتمل بر ۹ قطعه به نام‌های دنگ شو، یار بیگانه نواز، حلوا، بی خوابی، آبان، کاشی ۱۶، ماهی‌ها، دلبند، سیاهی و The End است.
در این آلبوم از سروده‌های مولانا، سعدی، عارف قزوینی، فریدون مشیری و سیمین بهبهانی استفاده شده و علی زند وکیلی و سعید آتانی نیز خوانندگی این اثر را بر عهده داشتند.